# Hoghiz (gmina)
Hoghiz – gmina w Rumunii, w okręgu Braszów. Obejmuje miejscowości Bogata Olteană, Cuciulata, Dopca, Fântâna, Hoghiz i Lupșa. W 2011 roku liczyła 5025 mieszkańców. 